# علی‌آباد (بخش مرکزی سربیشه)
علی‌آباد یک روستا در ایران است که در بخش مرکزی شهرستان سربیشه واقع شده‌است. علی‌آباد ۴۰۰ نفر جمعیت دارد.